# 공중합체

공중합체의 종류: (A) 무작위 공중합체 (B) 교대 공중합체 (C) 블락 공중합체 (D) 가지 공중합체

공중합체(共重合體, copolymer, 코폴리머), 공중합물(共重合物)은 공중합의 특성을 지니는 중합체로서, 하나 이상의 단량체종으로부터 파생된 중합체이다. 일반적으로 공중합체는 두 개 이상의 서로 다른 반복 단위로 이루어진 고분자를 의미한다. 따라서 반복 단위가 동일한 고분자는 단일 중합체(homopolymer)로 분류한다. 공중합체는 고분자 사슬에 반복 단위가 어떻게 배열되어 있는지에 따라서 다음 사진과 같이 몇 가지 종류로 분류할 수 있다.

## 공중합
고분자화합물을 만드는 경우, 한 종류의 단량체(모노머)만을 결합하여 여러 가지 성질의 물건을 만들기는 힘들다. 그러나 2종류 이상의 모노머를 여러 가지 비율로 조합시켜서 양쪽의 좋은 성질을 전부 갖춘 것, 또는 어느 쪽이든 한쪽의 결점을 없앤 것을 만들 수 있다.
공중합이란 이같이 두 종류 이상의 모노머를 동시에 반응시켜 중합시키는 것으로, 이루어진 고분자사슬은 두 종류 이상의 모노머가 섞여서 결합되어 있다. 공중합 중에서 가장 잘 알려진 것은 합성고무의 스티렌-부타디엔공중합물, 아크릴로니트릴-부타디엔공중합물 등이다. 플라스틱에도 다음과 같은 몇 개의 공중합물이 있다.
- 염화비닐-염화비닐리덴공중합물
- ABS 수지
- 내부가소화 염화비닐

## 단계 공중합(Step copolymerization)
선형 단계 공중합은 {\displaystyle ARB+AR'B} 또는 {\displaystyle ARA+BR'B+BR''B} 인 일반적 형태의 중합을 말한다.
크고 적절한 몰질량을 가진 공중합체를 단계중합으로 얻으려면 높은 반응도를 가져야 한다. 이렇게 되면 얻은 공중합체 내의 단량체 조성은 초기에 넣은 단량체의 조성과 같게 된다. 단량체들의 서로간의 반응성이 반복 단위 분포에 영향을 미치게 된다.

### 무작위 공중합체(Random copolymers)
{\displaystyle ARA+BR'B+BR''B} 형태의 중합에서 반응하는 작용기는 서로의 반응성이 같기 때문에 특정 단량체만이 반응할 확률은 초기에 넣은 작용기들의 몰분율에 의존하게 된다. 단량체 작용기의 반응성이 서로 비슷하기 때문에 무작위 공중합체가 만들어진다.
예를 들어 헥사메틸렌다이아민을 아디프산과 세바스산의 혼합물과 반응시키면 나일론 6.6과 나일론 6.10 반복 단위가 동시에 있는 폴리아마이드 공중합체가 얻어진다.

### 블록 공중합체(Block copolymers)
{\displaystyle ARA+BR'B+CR''C} 형태의 공중합에서 서로 다른 반응성인 두 가지(또는 그 이상)의 단량체를 단계 공중합시키면 블록 공중합체가 얻어진다. 반응성이 더 큰 작용기를 가진 단량체가 우선 반응하게 되어 올리고머 사슬이 우선 얻어지게 된다. 반응성이 작은 단량체는 먼저 반응하는 단량체가 거의 소모된 후에 공중합에 참여하게 된다. 따라서 그 공중합체 속에는 같은 반복 단위가 연속해서 나오게 되어 블록 공중합체가 만들어진다.
예를 들어 한 가지 다이카복실산을 다이올과 다이아민 혼합물과 반응시키면 아민기({\displaystyle {\ce {-NH3}}})가 하이드록실기({\displaystyle {\ce {-OH}}})보다 카복실기({\displaystyle {\ce {-COOH}}})와의 반응성이 더 크기 때문에 블록 폴리(에스터-co-아마이드)가 얻어진다.

## 사슬 공중합(Chain copolymerization)
사슬 공중합에서 단량체의 반응성이 다르면 생성된 단량체 분자의 다른 반복 단위들의 연속 분포에 차이가 발생한다. 가장 반응성이 큰 단량체가 먼저 공중합체 사슬에 들어가게 된다. 하지만 전반적으로 낮은 반응도에서 큰 몰질량의 공중합체 분자들이 짧은 시간동안 개시되어 성장, 종료되므로 중합된 높은 몰질량의 공중합체 분자들은 초기 단량체 혼합물의 조성({\displaystyle f_{A}})과는 다른 공중합체 내 조성({\displaystyle F_{A}})을 가지게 된다.

### 공중합체 조성식
사슬 공중합이 진행되는 동안 공중합체의 조성을 예측하기 위해 말단 모형(terminal model)을 이용한다. 말단 모형은 활성 중심의 반응성이 고분자 사슬의 말단 단량체 단위에만 의존한다고 가정한다. 단량체 A와 단량체 B가 공중합할 때 두 가지 활성 중심((~A*, ~B*)만이 고려된다. (*는 활성 중심을 의미한다.)
활성 중심 A* 또는 B*에 단량체가 첨가되어 성장하므로 네 가지 성장 반응이 가능하다. 이때 각각의 속도 계수({\displaystyle k})가 존재한다.
⠀
{\displaystyle {\ce {~A*+A->[k_{AA}]~AA*}}}
{\displaystyle {\ce {~A*+B->[k_{AB}]~AB*}}}
{\displaystyle {\ce {~B*+B->[k_{BB}]~BB*}}}
{\displaystyle {\ce {~B*+A->[k_{BA}]~BA*}}}
⠀
속도 계수 {\displaystyle k_{AA}}와 {\displaystyle k_{BB}}를 가진 반응은 단일성장(homopropagation) 반응이고, 속도 계수 {\displaystyle k_{BA}}와 {\displaystyle k_{AB}}를 가진 반응은 교차성장(cross-propagation) 반응이다. 단량체 A와 B가 소모되는 식은 다음과 같이 주어진다.
⠀
⠀{\displaystyle {-d[A] \over dt}=k_{AA}[A^{*}][A]+k_{BA}[B^{*}][A]}
{\displaystyle {-d[B] \over dt}=k_{BB}[B^{*}][B]+k_{AB}[A^{*}][B]}
⠀
반응이 진행되는 어느 순간에 공중합체 사슬에 들어가는 단량체 A의 양에 대한 단량체 B의 양의 비율은 위의 두 식을 나누어 나타낸다.
⠀⠀
{\displaystyle {d[A] \over d[B]}={[A] \over [B]}({k_{AA}[A^{*}]/[B^{*}]+k_{BA} \over k_{BB}+k_{AB}[A^{*}]/[B^{*}]})}
⠀
[A*]와 [B*]에 대한 정상 상태 근사법(steady-state approximation)을 사용하여 [A*]/[B*]의 비에 관한 식을 유도한다.
⠀
{\displaystyle {d[A^{*}] \over dt}=0,{d[B^{*}] \over dt}=0}
{\displaystyle {d[A^{*}] \over dt}=k_{BA}[B^{*}][A]-k_{AB}[A^{*}][B]},  {\displaystyle {d[B^{*}] \over dt}=k_{AB}[A^{*}][B]-k_{BA}[B^{*}][A]}
{\displaystyle {[A^{*}] \over [B^{*}]}={k_{BA}[A] \over k_{AB}[B]}}
⠀
위의 식을 통하여 공중합체 조성식(copolymer composition equation)을 얻을 수 있다. 공중합체 조성식은 단량체의 농도가 [A]와 [B]일 때 생성되는 공중합체 내에 존재하는 단량체 A의 단량체 B에 대한 몰비(molar ratio)를 나타낸다.
⠀
{\displaystyle {d[A] \over d[B]}={[A] \over [B]}({r_{A}[A]+[B] \over [A]+r_{B}[B]})}
⠀
{\displaystyle r_{A}}와 {\displaystyle r_{B}}는 단량체 반응성 비(monomer reactivity ratio)로 다음과 같이 정의한다.
⠀
{\displaystyle r_{A}={k_{AA} \over k_{AB}},r_{B}={k_{BB} \over k_{BA}}}
⠀
단량체 A의 초기 몰분율(mole fraction)을 {\displaystyle f_{A}}라고 하면 단량체 B에 대한 초기 몰분율은 {\displaystyle f_{B}=1-f_{A}}이다. 중합 중 특정 순간에 형성되는 공중합체 내의 반복 단위 A의 몰분율 {\displaystyle F_{A}}는 {\displaystyle {d[A]/(d[A]+d[B])}}이고, 반복 단위 B의 몰분율은 {\displaystyle F_{B}=1-F_{A}}이다. 공중합체 조성식을 {\displaystyle F_{A}}(또는 {\displaystyle F_{B}}), {\displaystyle f_{A}}, {\displaystyle f_{B}}로 나타낼 수 있다.
⠀
{\displaystyle F_{A}={r_{A}f_{A}^{2}+f_{A}f_{B} \over r_{A}f_{A}^{2}+2f_{A}f_{B}+r_{B}f_{B}^{2}}}
⠀
이 식은 모든 형태의 사슬 공중합에 적용 가능하고, 단량체 조성과 단량체의 반응성 비({\displaystyle r})로부터 공중합체의 조성을 예측할 수 있다.
⠀
| 단량체 A            | 단량체 B            | rA   | rB    | rArB  |
| ------------------- | ------------------- | ---- | ----- | ----- |
| Styrene             | Butadiene           | 0.78 | 1.39  | 1.08  |
| Styrene             | Methyl methacrylate | 0.52 | 0.46  | 0.24  |
| Styrene             | Methyl acrylate     | 0.75 | 0.18  | 0.14  |
| Styrene             | Acrylonitrile       | 0.40 | 004   | 0.02  |
| Styrene             | Maleic anhydride    | 0.02 | 0     | 0     |
| Styrene             | Vinyl chloride      | 17   | 0.02  | 0.34  |
| Vinyl acetate       | Vinyl chloride      | 0.23 | 1.68  | 0.39  |
| Vinyl acetate       | Acrylonitrile       | 0.06 | 1.05  | 0.24  |
| Vinyl acetate       | Styrene             | 0.01 | 55    | 0.55  |
| Methyl methacrylate | Methyl acrylate     | 1.69 | 0.34  | 0.57  |
| Methyl methacrylate | n-Butyl acrylate    | 1.8  | 0.37  | 0.67  |
| Methyl methacrylate | Acrylonitrile       | 1.20 | 0.15  | 0.18  |
| Methyl methacrylate | Vinyl acetate       | 20   | 0.015 | 0.30  |
| trans-Stilbene      | Maleic anhydride    | 0.03 | 0.03  | 0.001 |

### 단량체 반응성 비와 조성 및 구조

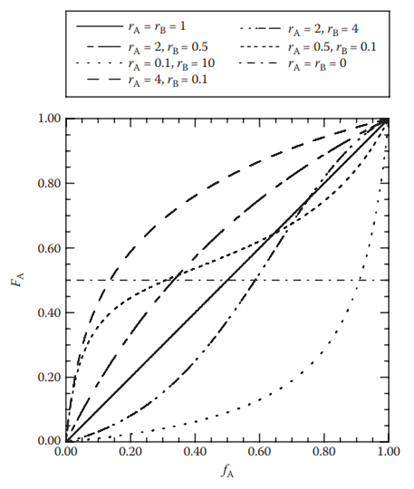
단량체 반응성 비와 공중합체 조성

### 단량체 반응성 비와 조성 및 구조[4]
⠀① {\displaystyle r_{A}=r_{B}=1}
{\displaystyle r_{A}=r_{B}=1} 의 경우, 모든 {\displaystyle f_{A}}에 대해 {\displaystyle F_{A}=f_{A}}가 되는 무작위 공중합체(random copolymer)가 형성된다. 활성 중심에 단량체 A를 첨가할 확률이 단량체 B를 첨가할 확률과 같다. 이러한 조건에 부합하는 공중합은 거의 드물다. 해당 공중합에 속하려면 두 단량체가 아주 유사한 구조를 가져야 한다.
⠀
② {\displaystyle r_{A}r_{B}=1}
{\displaystyle r_{A}r_{B}=1}의 경우, 이상 공중합(ideal copolymerization)이 일어난다. {\displaystyle F_{A}}대 {\displaystyle f_{A}} 곡선 형태가 이상 액체-액체 혼합물에 대한 비점의 그래프와 같은 데에서 유도되었다. 양쪽 활성 중심에 대해 두 단량체가 공중합체 사슬로 들어가는 상대 속도가 같다. 따라서 {\displaystyle F_{A}}와 {\displaystyle f_{A}} 값이 다르더라도 형성된 공중합체 내 반복 단위의 순서적인 분포가 불규칙하다. 공중합체 조성식에 {\displaystyle r_{B}=r_{A}^{-1}}을 대입하면 이상 공중합에 대한 공중합체 조성식(copolymer composition equation for ideal copolymerization)이 된다.
⠀
{\displaystyle F_{A}={r_{A}f_{A} \over r_{A}f_{A}+f_{B}}}
⠀
③ {\displaystyle r_{A}=0,r_{B}=0}
{\displaystyle r_{A}=0,r_{B}=0}의 경우, 단일성장(homoprogation)이 일어나지 않기 때문에 교대 공중합체(alternating copolymer)가 형성된다. 만들어지는 공중합체 안에 들어있는 A와 B에 대한 비율은 절반이다.
⠀
④ {\displaystyle r_{A}>1,r_{B}<1}
{\displaystyle r_{A}>1,r_{B}<1}의 경우, 기울기 공중합(gradient copolymer)가 형성된다. 반응의 초기에 형성된 공중합체는 A형 반복 단위가 아주 긴 사슬을 형성하고 드문드문 B형 반복 단위가 있게 된다. 반응의 후반에는 단량체 A가 완전히 소모되어 남아있는 단량체인 B가 중합하여 단일중합체 B의 분자들만 형성된다.
⠀
⑤ {\displaystyle 0<r_{A}r_{B}<1}
{\displaystyle 0<r_{A}r_{B}<1}의 경우, 공비 공중합(azeotropic copolymerization)이 일어난다. 액체-액체 혼합물의 비점 곡선과 비슷하여 붙여진 이름이다. {\displaystyle F_{A}}대 {\displaystyle f_{A}} 곡선이 {\displaystyle F_{A}=f_{A}}인 한 점에서 교차하는 특성을 지닌다. 이 교차점을 공비 조성(azeotropic composition) {\displaystyle (f_{A})_{azeo}}이라고 한다. {\displaystyle F_{A}=f_{A}=(f_{A})_{azeo}}를 공중합체 조성식에 대입하면 다음과 같은 식을 얻을 수 있다.
⠀
<math xmlns="http://www.w3.org/1998/Math/MathML"> {\displaystyle 0<r_{A}r_{B}<1}{\displaystyle 0<r_{A}r_{B}<1}{\displaystyle 0<r_{A}r_{B}<1}⠀
<math xmlns="http://www.w3.org/1998/Math/MathML"> {\displaystyle 0<r_{A}r_{B}<1}<math xmlns="http://www.w3.org/1998/Math/MathML"> {\displaystyle 0<r_{A}r_{B}<1}{\displaystyle (f_{A})_{azeo}={1-r_{B} \over 2-r_{A}-r_{B}}}{\displaystyle (f_{A})_{azeo}={1-r_{B} \over 2-r_{A}-r_{B}}}{\displaystyle (f_{A})_{azeo}={1-r_{B} \over 2-r_{A}-r_{B}}}{\displaystyle (f_{A})_{azeo}={1-r_{B} \over 2-r_{A}-r_{B}}}
⠀
⑥ {\displaystyle r_{A}r_{B}>1}
{\displaystyle r_{A}r_{B}>1}의 경우, {\displaystyle r_{A}}, {\displaystyle r_{B}} 모두 1보다 큰 값을 갖으므로 블록 공중합체(block copolymer)를 형성한다. {\displaystyle r}이 극단적으로 큰 경우 단일 중합체(homopolymer)를 만든다.

### 반응성 비에 영향을 주는 인자

#### 공명 안정화 효과(Resonance effect)

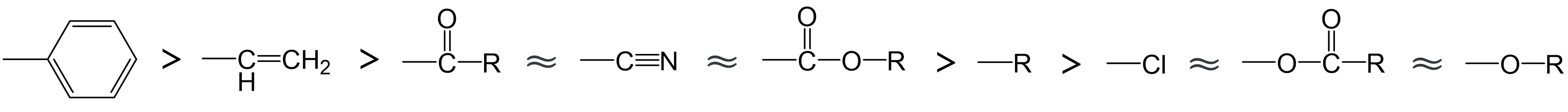
공명 안정화 효과에 의한 라디칼 안정화 시키는 순서

자유 라디칼 공중합으로 형성되는 단량체의 반응성은 치환기가 대응하는 고분자 라디칼을 안정화시킬 수 있는 능력에 의존한다. 고분자 라디칼의 안정성이 커지면 커질수록 단량체의 반응으로 보다 더 쉽게 형성된다. 따라서 반응성 단량체는 홀전자의 비편재화에 의하여 고분자 라디칼을 안정시키는 치환기를 가진다. 높은 반응성의 단량체는 낮은 반응성인 고분자 라디칼을 만들어 내고 그 반대도 같은 개념으로 생각할 수 있다. 공명 안정화가 증가하는 순서로 치환기를 배열하면 다음과 같다.

#### 입체 효과(Steric effect)
단량체의 반응성 비는 단량체의 입체 효과에 영향을 받는다. 1,2-이치환 단량체에서 2-위치의 치환기가 성장 반응에 입체 장애를 주어 낮은 반응성을 갖는다.

#### 극성 효과(Polar effect)
Q-e 개요(scheme)를 통해 단량체들의 반응성과 극성의 정도를 개략적으로 비교하고, 상대적 반응 속도 계수를 추정할 수 있다. 단량체({\displaystyle m})와 반응하는 고분자 라디칼({\displaystyle p})의 반응 속도 {\displaystyle k_{pm}}은 다음과 같은 식으로 주어진다.

{\displaystyle k_{pm}=P_{p}Q_{m}exp(-e_{p}e_{m})}
{\displaystyle r_{A}={Q_{A} \over Q_{B}}exp[-e_{A}(e_{A}-e_{B})]}
{\displaystyle r_{B}={Q_{B} \over Q_{A}}exp[-e_{B}(e_{B}-e_{A})]}
Q는 반응성을 나타내고, e는 라디칼의 극성(polarity)을 나타낸다. Q는 단량체 반응성이 증가함에 따라서 증가하고, e는 전자가 풍부할수록 음(-)의 값을 갖는다.
| 단량체              | Q     | e     |
| ------------------- | ----- | ----- |
| Isoprene            | 3.33  | -1.22 |
| Butadiene           | 2.39  | -1.05 |
| Styrene             | 1.00  | -0.80 |
| Methyl methacrylate | 0.74  | 0.40  |
| Acrylonitrile       | 0.60  | 1.20  |
| Ethyl acrylate      | 0.52  | 0.22  |
| Maleic anhydride    | 0.23  | 2.25  |
| Vinyl chloride      | 0.044 | 0.20  |
| Vinyl acetate       | 0.026 | -0.22 |

## 교대 공중합체(Alternating copolymers)
교대 공중합체(alternating copolymers)는 A 및 B 단량체의 규칙적인 교대 배열을 가지며, 종종 -A-B-A-B-A-B-A-B-A-B-A-, 또는 -(-A-B-)n-의 형태를 가진다.
공중합체 조성식에서 볼 수 있듯이 반응성 비 r1과 r2가 0에 가까울 때, 중합체 내의 각 단량체의 몰 비는 일반적으로 1에 가깝다. 예를 들어, 자유 라디칼 공중합에서 r1 = 0.097 및 r2 = 0.001인 스타이렌 말레산 무수물 공중합체에서, 스타이렌으로 끝나는 대부분의 사슬은 말레산 무수물 단위체가 추가되고, 말레산 무수물로 끝나는 거의 모든 사슬에 스타이렌 단위체가 추가된다. 이것은 대부분 교대 구조로 이어진다.
두 이작용성 단량체 A-A 및 B-B(각 A와 B는 해당 monomer의 functional group이다.)의 축합에 의해 형성된 단계-성장 공중합체-(-A-A-B-B-)n-은 원칙적으로 이 두 단량체의 완벽하게 교대되는 공중합체이지만, 일반적으로 이량체 반복 단위 A-A-B-B의 단일중합체로 간주된다.
⠀

## 통계적 공중합체(Statistical copolymers)
통계적 공중합체(statistical copolymers)에서 단량체 잔기(residues)의 순서는 통계적인 규칙을 따른다.
어떠한 사슬의 특정 지점에서 지정된 유형의 단량체 잔기를 찾을 확률이 사슬의 해당 단량체 잔기의 몰분율과 같다면, 그 중합체는 무작위 공중합체(random copolymer)라고 불릴 수도 있다.
통계적 공중합체는 화학적으로 다른 두 단량체의 반응속도론에 의해 결정되고, 일반적으로 고분자 문헌에서 ‘무작위’로 상호 교환(interchangeably)이 가능하다고 언급된다. 다른 유형의 공중합체들과 마찬가지로, 무작위 공중합체는 개별 단일 중합체의 특성을 혼합하여 상업적으로 바람직한 특성들을 가진다.
상업적으로 관련된 무작위 공중합체의 예시들 중에는, 스타이렌-부타다이엔(styrene-butadiene) 공중합체로 만든 고무(rubber) 및 스타이렌-아크릴(styrene-acrylic) 또는 메타크릴산(methacrylic acid) 유도체로 만든 수지(resin)등이 있다. 공중합 과정은 중합체의 작동 조건(operating conditions)에서 유리 전이 온도(Tg)를 조정하는데 유용하다.
각 단량체는 공중합체 또는 단일 중합체에 관계없이 동일한 양의 자유 부피를 차지한다고 가정한다. 따라서 유리 전이 온도(Tg)는 각 단독 중합체의 Tg 값들 사이에 있으며 각 성분의 몰 또는 질량 분율에 의해 결정된다.
고분자를 구성하는 데에는 많은 변수들이 관여하기 때문에, 각 단량체의 반응성 비를 고려하여야 한다. 단량체 A와 B가 존재하는 경우, 반응성 비는 단량체 A가 또다른 단량체 A와 반응할지 B와 반응할지를 결정한다. 예를 들어 단량체 A의 반응성 비(rA)가 1 미만이라면, 이 단량체 A는 단량체 B와 더 쉽게 반응한다. “폴리머 특성의 와일리 데이터베이스”에서 다양한 단량체 조합에 사용될 수 있는 경우들을 고려해보면, 공중합체 조성식은 초기 단량체들의 몰 분율에 따른 생성물의 조성을 예측할 수 있다. 이 방정식은 마르코프 모델에서 파생되었는데, 이는 다음번의 첨가(addition)에서 반응 속도론(kinetics)에 영향을 주는 사슬 말단의 활성 자리(active site)만이 고려된다. 페널티메이트 모델(Penultimate Model)에서는 사슬 말단의 2개의 단량체 단위까지도 고려되지만, 대부분의 계에서는 훨씬 복잡하다. 두 반응성 비가 모두 1 미만인 경우, FA-fA 플롯에서 공비 혼합물의 공비점과 같은 지점이 나타난다(영문 이름인 Azeotropic point란 FA-fA 플롯이 공비혼합물의 끓는점 그래프와 같은 모양을 보여 붙여진 이름이다). 이 지점에서, 단량체의 초기 몰 분율은 중합체 내의 각 단량체의 몰 분율과 같다.
무작위 공중합체를 합성하는 방법에는 여러 가지가 있다. 가장 일반적인 합성법은 자유 라디칼 중합이다. 이는 원하는 공중합체의 특성이 분자량보다는 공중합체의 조성에 의존할 때 특히 유용한 합성법인데, 이는 자유 라디칼 중합이 상대적으로 분산된(다양한 분자량을 갖는) 중합체 사슬을 생성하기 때문이다. 자유 라디칼 중합법은 다른 방법들을 사용하는 것보다 가격이 저렴하며, 고분자량 중합체를 빠른 속도로 형성할 수 있다.
몇몇 방법들은 분산 정도를 더 잘 제어할 수 있다. 음이온 중합은 랜덤 공중합체를 만드는 데 사용할 수 있는 방법인데, 몇 가지 주의사항을 고려해야 한다.

-   두 성분의 탄소 음이온이 동일한 안정성을 갖지 않으면, 두 성분들 중 한 성분만 다른 성분에 추가될 것이다.
-   음이온 중합은 고가이고 매우 깨끗한 반응 조건을 필요로 하기 때문에, 대규모로 반응을 구현하기가 어렵다.

낮은 분산도의 무작위 공중합체는 원자-이동 라디칼 중합(ATRP), 질산염 매개 라디칼 중합(NMP), 또는 가역적 부가 단편화 사슬-이동 중합(RAFT)과 같은 리빙 라디칼 공중합(“living” controlled radical polymerization)에 의해 합성된다. 이 방법들은 자유 라디칼 중합과 유사한 조건에서 수행될 수 있기 때문에 음이온 중합보다 선호된다. 이 방법은 자유 라디칼 중합보다 더 긴 실험 기간을 필요로 하지만, 그럼에도 불구하고 합리적인 반응 속도를 얻어낼 수 있다.

## 블록 공중합체(Block copolymers)
블록 공중합체(block copolymers)란 한 단량체의 블록이 다른 단량체의 블록과 연결되어 만들어진 중합체이다. 블록 공중합체는 주로 이온 결합에 의해 형성된다.

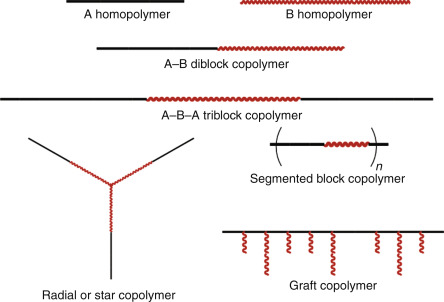
블록 공중합체의 다양한 구조

A블록 - B블록 순으로 이어지는 것을 AB 이블록 공중합체 , A블록-B블록-A블록 이 있는 것은 ABA 삼중블록 공중합체, 주사슬에 3가지 다른 블록이 존재하면 ABC형 공중합체 라고 한다. 블록 공중합체는 두 단량체로부터 만들어진 동종 중합체의 물리적 성질을 가지고 있다.

### 블록 공중합체 합성 종류[18]
사슬 중합으로 블록 공중합체를 제조하는 가장 편리한 방법은 리빙 중합체를 이용하는 것이다. 이 방법은 첫 번째 단량체 A를 중합시켜 리빙 단일 중합체를 만들고 말단의 활성 자리를 이용하여 다른 단량체 B의 중합을 개시시킨다. 이런 과정을 거쳐 두 번째 단일중합체 블록을 형성하여 분자가 확장되어 하나의 AB 이중 블록 공중합체를 만들 수 있다. 각각의 중합 방법에 있어서 단량체를 중합하는 순서가 매우 중요하다. 뿐만 아니라 처음에 얻은 단량체로부터 얻어지는 리빙 중합체가 두 번째 단량체의 중합을 개시시키기에 충분해야 한다.
⠀
- 리빙 음이온 합성[19]

리빙 음이온 중합을 하기 위해서는 두 번째 단량체가 더해지기 전에 첫 번째 단량체의 중합이 완전히 끝나야 한다. 음이온 리빙 중합은 A가 유리상이고  B가 고무상인 열가소성 탄성체인 ABA 삼중 블록 공중합체를 만드는데 적합한 블록 공중합체 제조법이다.

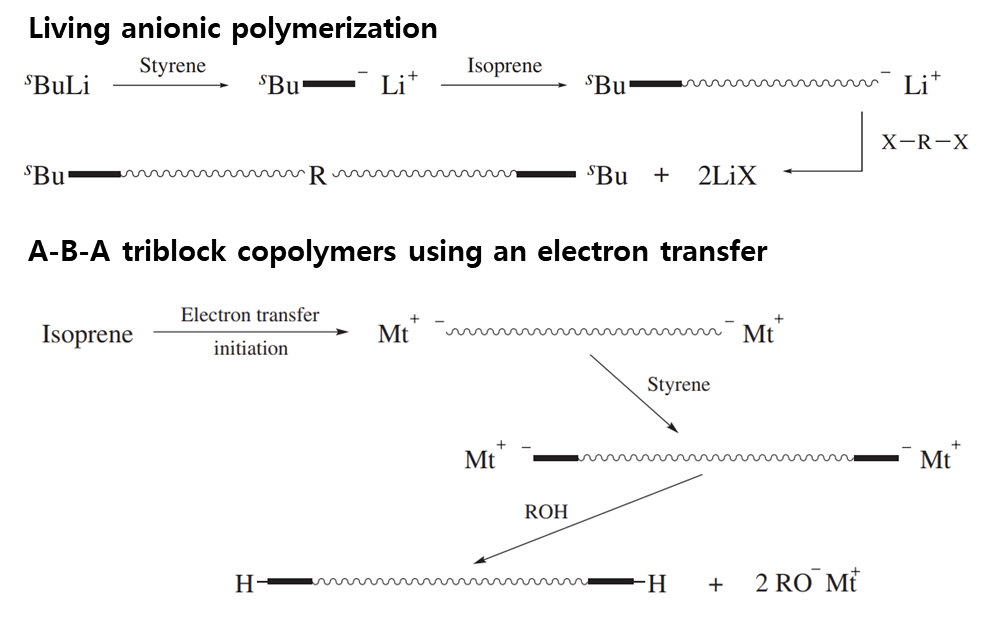
living anionic polymerization

이 공중합체는 SBuLi 을 사용하여 스타이렌을 중합하고, 아이소프렌을 붙여 이중 블록 공중합체를 형성시켜 최종적으로 다이클로로메테인이나 다이클로로다이메틸실레인과 같은 이할로젠화물을 조합시켜서 만든다. 이 때 스타이렌이 두 단량체 중에서 반응성이 멀어지게 하기 위해 벤젠 같은 비극성 용매에서 일단계로 반응을 진행시킨다.

또 다른 방법으로는 전자 이동 개시제를 THF와 같은 극성 용매에서 사용하여 ABA를 합성하는 방법이 있다. 이 용매 속에는 아이소프렌이 더 낮은 반응성의 단량체이기 때문에, 아이소프렌이 먼저 중합이 되어 이탄소 음이온 리빙 폴리아이소프렌이 되고 , 이 후 스타이렌을 중합시켜 그 이후에 반응을 정지시킨다.
⠀
음이온 리빙 중합으로 스타이렌과 메타크릴레이트로부터 블록 공중합체를 제조하기 위해서는 스타이렌을 먼저 중합시켜야 한다. 스타이렌이 반응성이 낮은 단량체이고 메타크릴레이트로부터 얻어지는 것보다 안정성이 떨어지는 탄소음이온 고분자를 제공하기 때문이다.
블록 공중합체를 형성하기 위해서는 반응하는 동안 말단기가 살아있어야 하기 때문에 미량이라도 반응성 불순물로부터 보호되어야 한다.
⠀
- 활성 중심의 변환에 의한 합성[20]

두번째 단량체가 처음 블록의 형성에 사용한 사슬 중합 방법에 영향을 받지 않기 위해 활성 중심의 변환에 의한 합성 방법이 주목을 받게 되었다.
아래는 활성 중심 변환에 의한 합성의 중요한 방법 2가지이다.
1. 상업적으로 이용 가능한 단일 중합체의 말단기를 그 다음 블록을 형성하는 단량체의 중합을 개시하는 작용기로 변환시킨다.
2. 단일 중합체 첫 단계 중합의 리빙 말단기를, 그 다음 블록을 형성하는 두 번째 단계중합에서 중합을 개시하는 작용기로 변환시킨다.

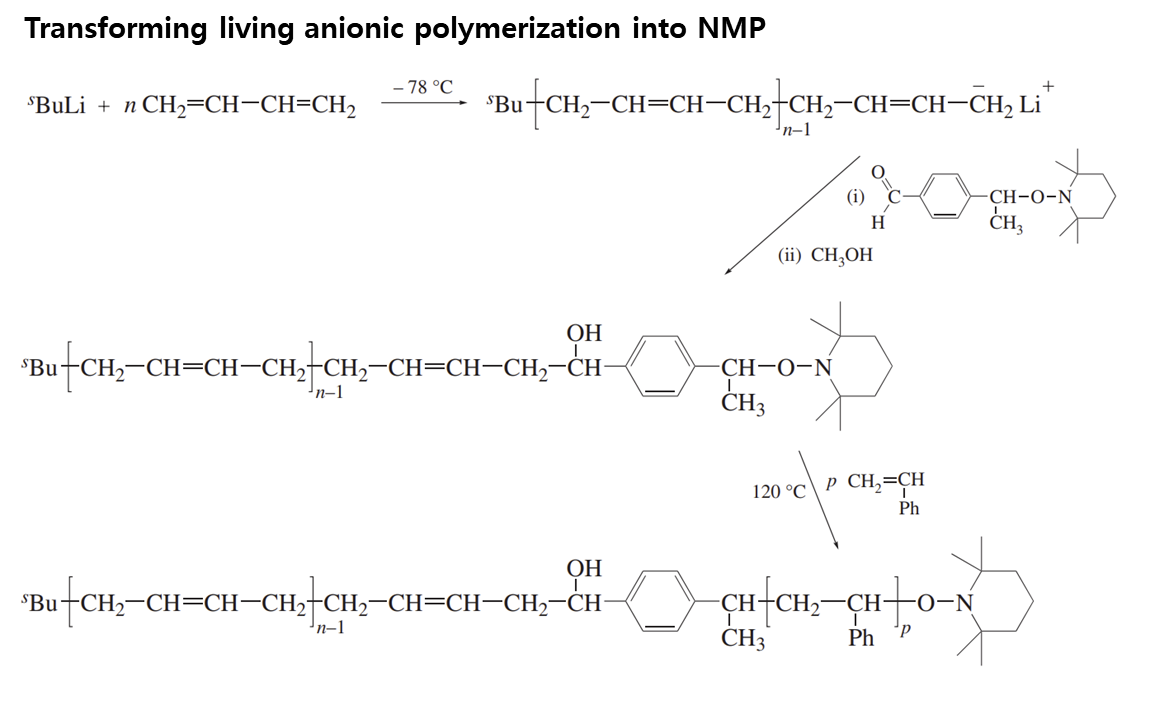
활성 중심의 변환에 의한 공중합체 합성- Transforming living anionic polymerization into NMP

예1) 하이드록실 말단기는 하나 또는 양쪽 말단에서 개시기를 형성하는데 광범위하게 사용되고 있다. ATRP 개시제 말단기가 소듐 메타크릴레이트 중합에 의해 블록 공중합체를 만드는 데 사용될 수 있다.

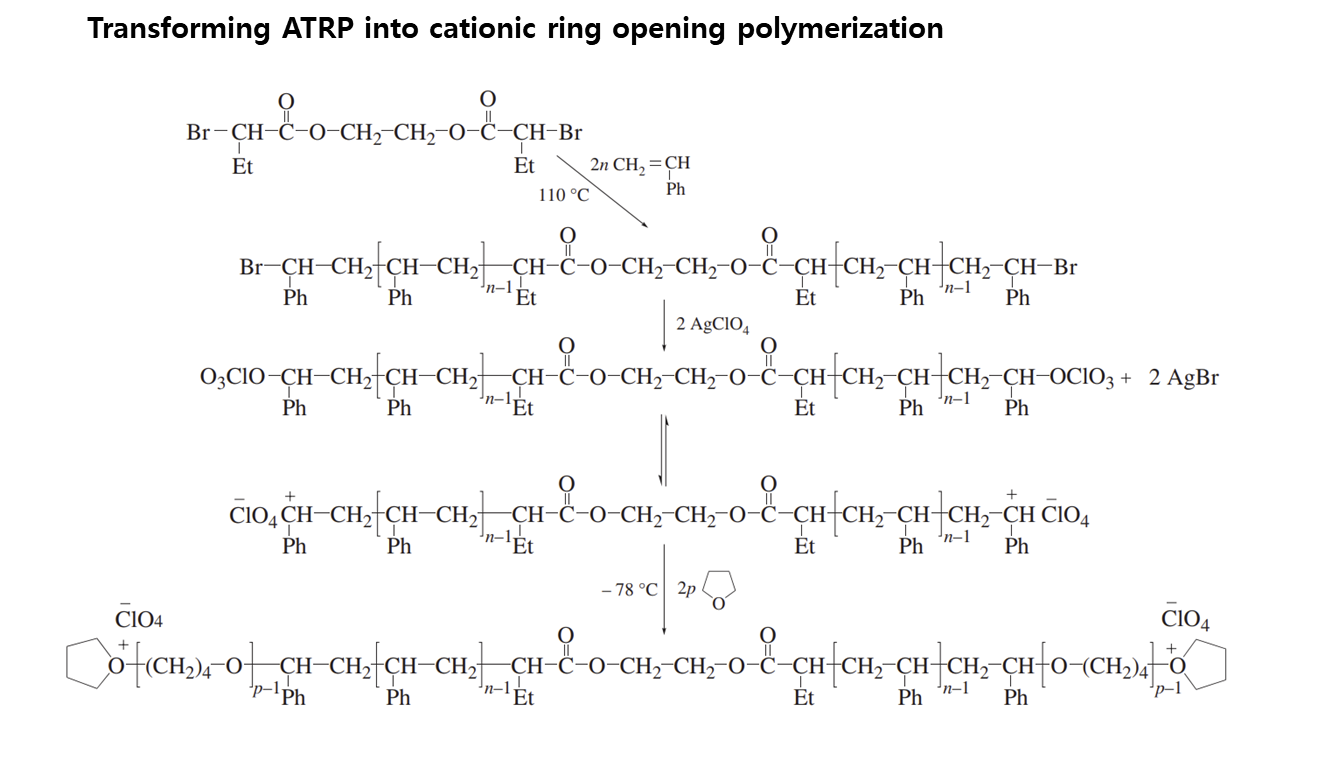
활성 중심의 변환에 의한 공중합체 합성 -Transforming ATRP into cationic ring opening polymerization

-상업적으로 이용 가능한 하이드록시 말단기(다이클로로 다이메틸 실록세인의 단계 중합에 의해 준비된)를 가진 폴리(다이메틸 실록세인)은 두 개의 작용기를 가진 RAFT 물질로 전환될 수 있고 N,N-dimethylcrylamide 중합에 의해 ABA 삼중 블록 공중합체를 제조할 수 있다.
여기서 NMP로의 리빙 음이온 중합의 변환 원칙은 SBu 를 사용하여 뷰타다이엔을 중합하고 TEMPO(리빙 폴리뷰타다이엔 탄소음이온을 알데하이드 카보닐 탄소 원자에 더한) 알데하이드 유도체를 더해 사슬 성장을 멈춘다. 결과적으로 TEMPO 알콕시아민 말단기의 폴리뷰타다이엔이 분리되어 스타이렌의 두 번째 중합 단계의 개시제로 사용된다. ATRP 양이온 개환 중합을 통해 두 개의 작용기를 가진 브로모 개시제를 사용하여 스타이렌을 중합한 후 , 브로모 말단기를 THF의 중합에 영향을 미치는 퍼콜레이트기로 변환 시킬 수 있다.

예2) 말단기를 노보렌 중합의 개환 복분해를 위한 개시제로 변환한 에틸렌옥사이드의 음이온 개환 중합이다.

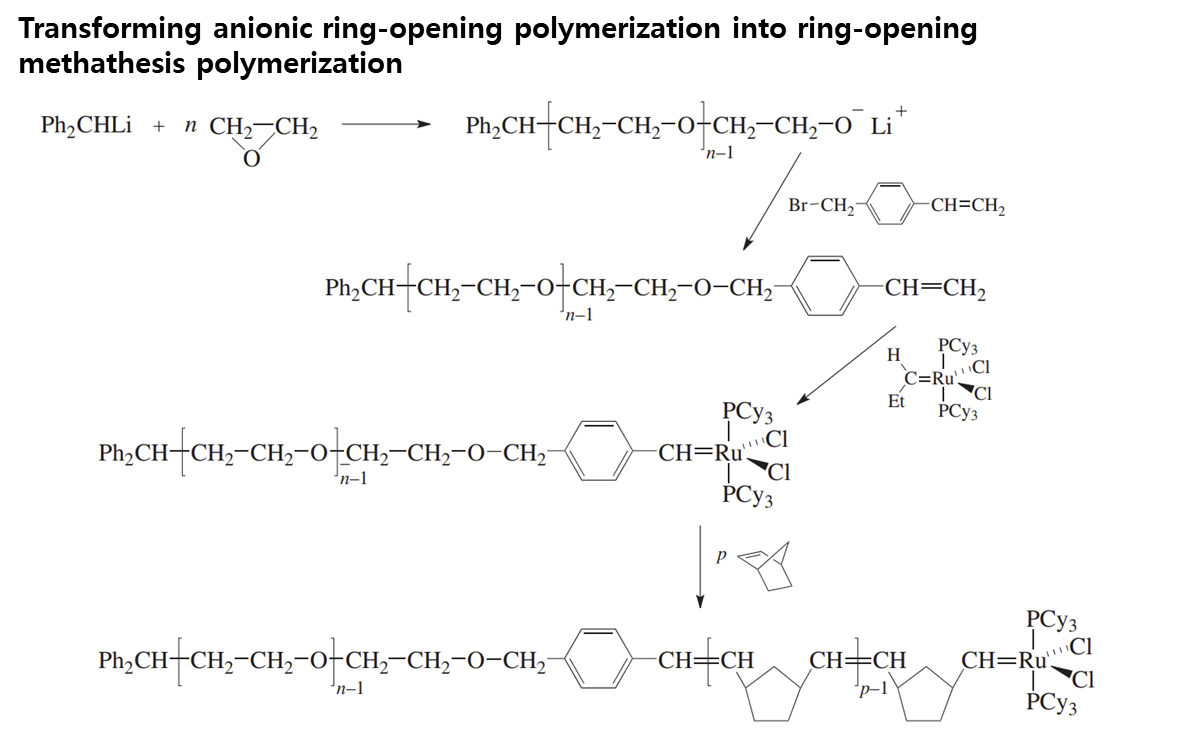
활성 중심의 변환에 의한 공중합체 합성-Transforming anionic ring-opening polymerization into ring-opening methathesis polymerization

예3) 활성 중심의 변환과 같은 원칙을 따르는 블록 공중합체 합성의 개발은 두 개의 메커니즘으로 다른 형태의 중합을 개시할 수 있는 이중 작용기의 개시제를 사용한다.
⠀
- 고분자 사슬의 커플링에 의한 합성[21]

미반응 단일중합체들에 의한 오염이 없는 블록 공중합체를 만들기 위해 결합 반응들의 높은 전환율을 얻는 것이 필요하다. 특히 작용기의 농도가 낮기 때문에 높은 효율의 깨끗한 반응이 요구된다.

클릭 화학(click chemistry)을 사용하여 빠르게 부반응이 없는 깨끗한 결합 반응을 할 수 있게 되었다. 클릭 화학을 사용하는 방법이 블록 공중합체와 그래프트 공중합체를 제조하도록 고분자 사슬들을 함께 결합하는 방법이다. 2001년에 소개된 이 개념은, 몇 가지 사항을 요구로 한다. 가장 중요한 사항은 넓은 범위, 빠르고 순한 조건, 다른 작용기의 허용, 부반응이 없고, 높은 선택성과 수율을 갖는 것이다

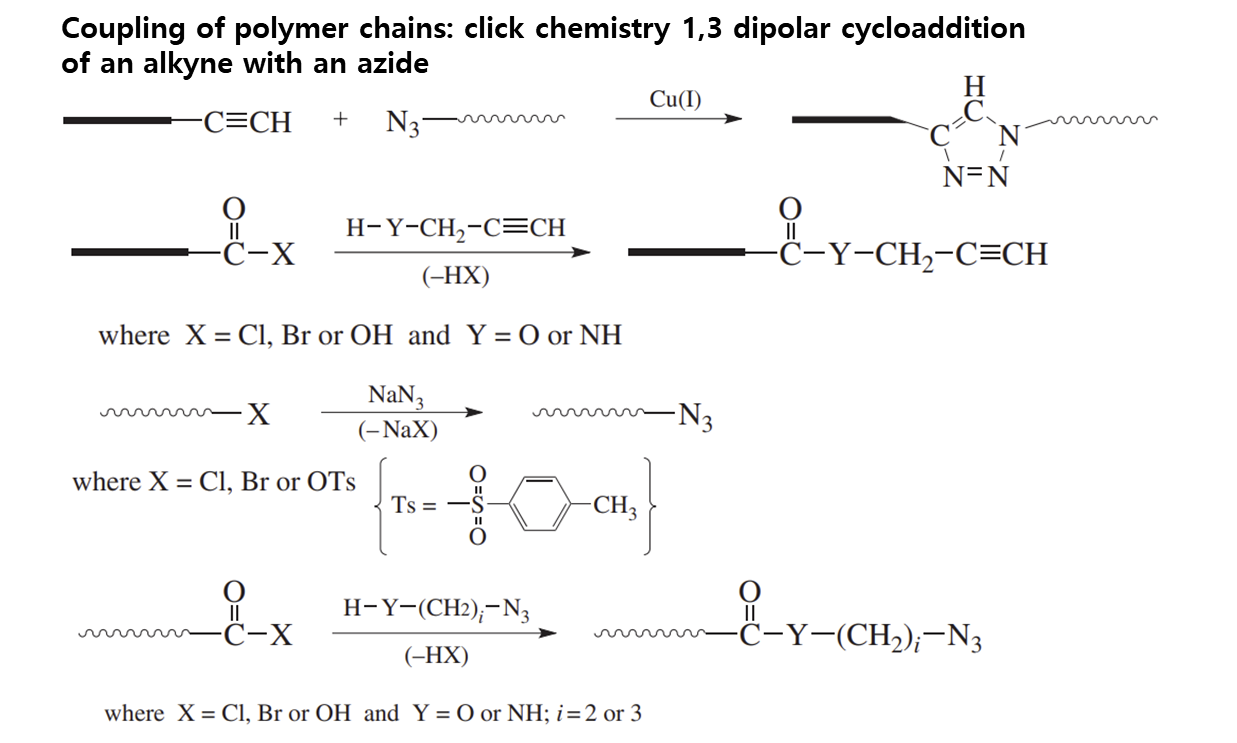
고분자 사슬의 커플링에 의한 공중합체 합성

단일중합체 사슬들을 커플링하는 데 사용되는 클릭 반응은 한 단일중합체 사슬이 알킨 말단기를 가지고 있고, 다른 쪽은 아자이드 말단기를 가져야 한다. 이 말단기들의 도입은 반응을 통해 알킨이나 아자이드 말단기를 줄 수 있는 기능성 말단기를 가진 고분자를 요구한다.
알킨이나 아자이드 말단기를 도입하기 위해 리빙 중합에서 적절한 개시제나 정지제를 사용할 수 있다. 예를 들어 다음의 ATRP 개시제는 알킨이나 아자이드 말단기를 가지는 고분자 사슬을 제조하는 데 사용된다. 이는 알카인과 아자이드가 라디칼 중합을 방해하지 않기 때문에 가능하다. ATRP에서 Cu가 촉매인 알카인들과의 산화 커플링을 피하도록 해야 한다.

이 외에도 다음과 같은 블록 공중합체 합성 방법들이 있다.
- 고분자 중심의 변환에 의한 합성
- 가역-비활성화(리빙) 양이온성 중합을 통한 합성

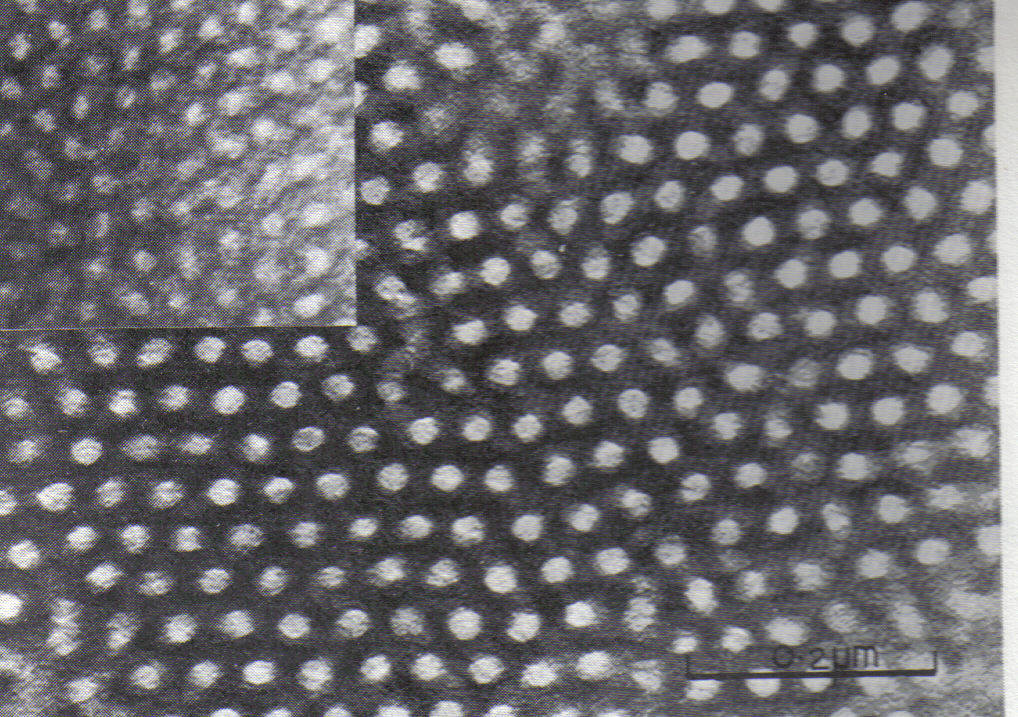
TEM으로 찍은 스티렌-부타디엔(stryene-butadiene) 블록 공중합체

- 리빙 중합법 외의 합성
- 비선형 합성

⠀

### 마이크로상 분리(Microphase separation)
블록 공중합체는 주기적인 나노 구조를 만들기 위해 “마이크로상으로 분리”가 될 수 있다는 점에서 흥미로운 주제이다.[오른쪽 그림 참조: 스타이렌-부타디엔 블록 공중합물 (stryene-butadiene-stryene block copolymer)]. Kraton이라고 불리는 이 공중합체는 신발의 구둣창 혹은 접착제로 이용된다.
마이크로 규모를 가진 이러한 미세한 구조를 조사하기 위해서는 투과전자현미경(Transmisson Electron Microscope, TEM)이 이용된다. 사진에서 상의 대비를 구별짓기 위해 Butadiene 모체가 OsO4에 염색이 되었다. 이 물질은 리빙 중합의 방법으로 생성됨으로써 블록들이 거의 균일화된 마이크로 구조를 갖게끔 해준다. 본 사진에서 polystryene의 분자량은 102,000이다. 내부에 삽입된 그림에서의 분자량은 91,000인데, 이는 약간 더 작은 영역을 나타낸다.
⠀
마이크로상 분리는 물과 기름의 분리와 비슷한 상황으로 생각해볼 수 있다. 물과 기름은 서로 섞이지 않고, 상이 분리되는 현상이 나타난다. 블록 간의 양립불가능성으로 인해 블록 공중합체 역시 물과 기름의 상황에서와 비슷한 상의 분리 현상을 겪는다. 블록들은 서로 공유 결합을 형성하기 때문에, 물과 기름처럼 거시적으로 분리되지 않는다.
"마이크로상 분리" 현상에서 블록은 나노미터 사이즈의 구조로 형성된다. 각각의 블록의 상대적인 길이에 따라 다양한 형태가 만들어진다. 다이블록(diblock) 공중합체에서, 충분히 다양한 블록 길이들이 제공된다면 두 번째 블록 집단에 들어갈 나노미터 사이즈의 영역의 블록을 만든다. (예: PMMA in polystyrene)
사용되는 블록들이 길이가 다양하지 않다면, 육각형의 원통 모양을 가진 구조가 나온다. 비슷한 길이의 블록을 이용하면 층상 구조 모양을 형성하였다. (기술 문헌에서는 이러한 구조를 lamellae라고 부르기도 한다.) 원통형 모양과 lamellar 구조의 사이를 나선형 구조(gyroid)라고 부른다.
블록 공중합체로부터 만들어진 나노 규모의 구조들은 컴퓨터 메모리와 나노 기술에 사용되는 기구를 만들 때 사용된다. 블록 공중합체는 우수한 안정성과 조정가능성을 확보하였기 때문에 지방 이중층, 리포좀 속 인지질의 대체제로 종종 쓰이기도 한다.
⠀
고분자를 연구하는 과학자들은 어떻게 다른 블록들이 서로 반응하는지 설명하기 위해 열역학 개념을 이용한다. 생성물의 중합도(n)와 Flory-Huggins 상호작용 매개변수(χ)는 두 블록이 얼마나 양립할 수 없는지, 그리고 블록이 마이크로상으로 분리될 수 있는지 아닌지에 대한 여부를 나타내준다.
예를 들어, 대칭적인 구성을 갖는 다이블록 공중합체는 생성물의 χN 값이 10.5 이상이면 마이크로상으로 분리될 것이다. χN값이 10.5보다 작으면, 블록들은 서로 혼합되어 마이크로상의 분리가 일어나지 않을 것이다.
블록들 간의 양립가능성은 이러한 공중합체들을 형성하는 용액의 양상과 다른 표면들에서의 흡착 양상에 또한 영향을 미친다.
블록 공중합체는 다른 구조들 사이에서 마이셀 구조를 형성하기 위해 선택적인 용매에서 스스로 집합할 수 있다.
얇은 필름막에서 블록 공중합체는 고밀도의 데이터 저장을 위한 반도체 물질의 석판술에 사용되는 틀로서의 역할을 제공해줄 수 있기 때문에 많은 관심을 받고 있는 주제로 꼽히고 있다. 반도체의 선폭을 줄이는 것이 가장 해결되어야 할 난제이고, 이에 대한 많은 연구가 진행 중에 있다.

## 가지형 공중합체(Branched copolymers)
가지형 공중합체(branched copolymers)란 곁 사슬을 가지는 공중합체로, 비선형 공중합체에 대해 다양한 구조 형성이 가능하다. 아래에서 논의된 그래프트된 중합체 및 성망형 중합체 외에, 다른 일반적인 형태의 가지형 공중합체에는 브러시 공중합체 및 빗살 공중합체와 덴드리머 등이 포함된다.
⠀

### 그래프트 공중합체(Graft copolymers)

그래프트 공중합체의 구조로, 주형 사슬을 이루는 A 단량체와 곁 사슬을 이루는 B 단량체로 이루어져있다.

그래프트 공중합체(graft copolymers)는 곁사슬이 주형 사슬과 구조적으로 구별되는 특별한 형태의 가지형 공중합체이다. 일반적으로 주형 사슬은 하나의 단량체(A)로부터 형성되고 가지는 다른 단량체(B)로부터 형성된다. 곁 사슬은 주형 사슬과 구조적으로 다르고, 각각의 그래프팅된 사슬은 동종 중합체일 수도 있고 공중합체일 수 있다.
블록 공중합체와 마찬가지로, 두 단량체를 단순히 혼합하는 것이 아니라 공유결합으로 섞이게 하기 때문에 공중합체는 두 단량체의 성질을 모두 갖는다.
⠀

#### -합성 방법

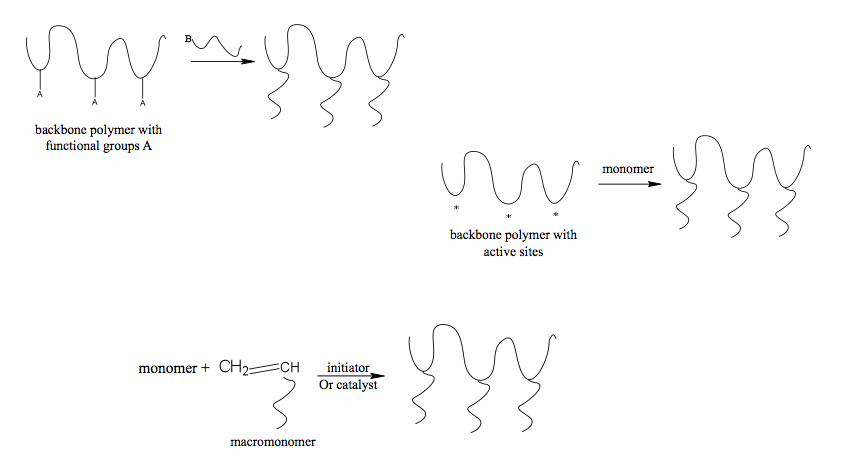
대표적인 세 가지 그래프트 공중합체 합성 방법. 위쪽부터 grafting to, grafting from, grafting through의 일반적인 반응이다.

그래프트 공중합체는 블록 공중합체와 동등한 가지형의 블록을 형성한다. 그 합성 방법은 넓게 다음의 세 가지 범주로 묶어질 수 있다.
1. grafting from
고분자 주형 사슬 위에 활성자리가 있고, 그 자리에 다른 단량체가 붙어 가지화되는 공중합
2. grafting through
거대단량체와 주형 사슬-형성 단량체의 공중합
3. grafting to
반응성 가지(A')를 가지는 고분자 주형 사슬(A'-backbone)과, 다른 고분자 말단기 사슬(B'-R)의 커플링 공중합(backbone-A'-B'-R coupling)
⠀

##### ① 고분자 주형으로부터 중합된 그래프트 공중합체(grafting from)

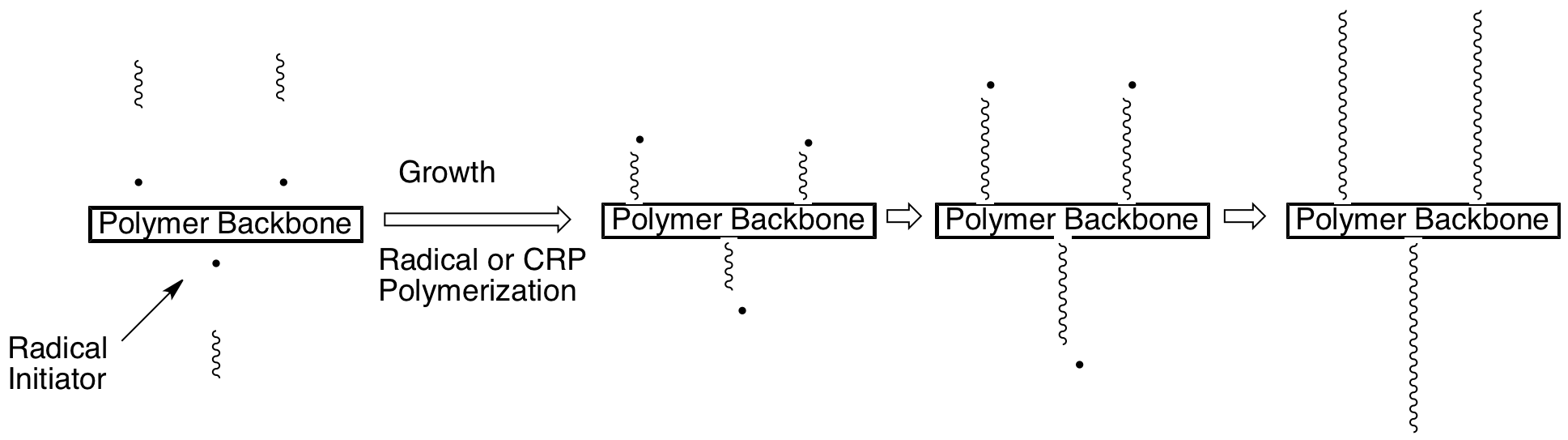
grafting from 합성 방법

고분자 주형으로부터 중합되는 가장 간단하고 원시적인 예는 단량체의 존재하에 높은 에너지 방사선을 조사하거나 자유 라디칼 개시제와 함께 단량체를 가열하는 것이다. 이 방법으로 주형 사슬 내의 원자를 방사선으로 직접 연결시키거나 다른 자유 라디칼종으로 고분자 주형으로부터 원자(대개 수소 원자들)를 빼내어 고분자 주형 사슬을 따라 자유 라디칼 자리들을 만든다. 고분자 주형 사슬에 형성된 라디칼들은 이어 그래프트 사슬이 형성되게 다른 단량체가 중합되도록 한다. 이 방법은 간단하기 때문에 고분자 주형 사슬로 사용 가능한 다양한 고분자들이 그래프팅을 하는 데 아직까지 많이 사용되고 있다.
그래프팅은 라디칼 추출을 촉진하는 주형 사슬 위의 반응기에 의해 강화될 수 있다. 그런 반응기들은 일반적으로 고분자 주형 사슬을 합성할 때 작은 양의 적절한 단량체를 사용하여 도입할 수 있다. 이 방법은 간단하나 어느 자리에 라디칼을 얼마나 만들지 조절할 수 없기 때문에 그래프트 공중합체의 구조 조절에 좋지 않고(잘 정의된 그래프트 공중합체를 만드는 데 사용될 수 없다) 그래프트 공중합체는 첨가된 단량체의 정상 자유 라디칼 중합에 의해 형성된 고분자로 인해 오염될 수밖에 없다.
이 방법의 요점은 가지와 주형 사슬 바로 위에 존재하는 수소 원자들을 쉽게 추출할 수 있는 아주 단순화된 도식 형태이다. 첨가된 단량체의 리빙 중합을 개시할 수 있는 가지를 갖고 있는 고분자 주형을 사용한 방법은 그래프트 공중합체 구조를 더 잘 조절할 수 있고 단일중합체 형성으로 복잡해지지 않도록 설계할 수 있다.
⠀

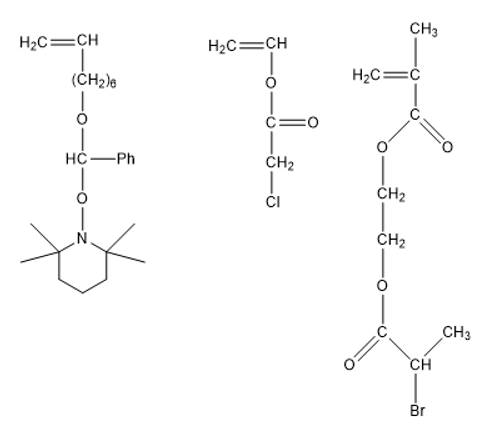
monomers

가역-비활성화 라디칼 중합은 그래프트 공중합체 합성에서 잘 정의된 몰질량과 몰질량 분포를 가지는 그래프트 사슬의 성장을 가능하게 한다. 가역-비활성화 라디칼 중합의 개시제로 쓰일 수 있는 가지를 가지는 고분자 주형을 합성할 수 있는 세 개의 단량체들을 오른쪽 그림에 나타냈다.
⠀⠀
⠀⠀
⠀⠀
⠀⠀

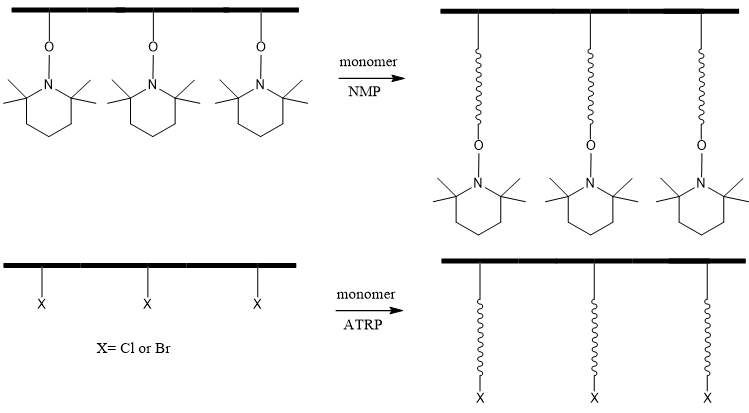
가지 고분자를 이용한 grafting from 합성 방법

첫 번째 단량체는 NMP(N-Methyl-2-Pyrrolidone)를 이어서 개시하는 공중합체에 펜던트 TEMPO 알콕시아민기를 제공한다. 다른 두 개의 단량체는 ATRP(atom transfer radical polymerization)를 이어서 개시하는 데 적합한 공중합체에 펜던트 C-Cl과 C-Br기를 부여한다.
이러한 형태의 방법의 요점은 이 단량체들을 사용하여 준비되는 고분자 주형들을 오른쪽 그림과 같이 나타낼 수 있다. 이 방법을 사용하면 고분자 주형을 만들 때 위의 단량체들을 얼마나 첨가하는지에 따라 중합체를 얼마나 드래프팅 시킬지 조절이 가능하다는 장점이 있다.⠀⠀
⠀
⠀
⠀

##### ② 거대단량체와 공중합을 통한 그래프트 공중합체의 합성(grafting through)

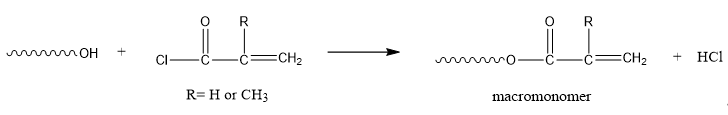
거대단량체(macromonomer)를 만드는 방법

그래프트 공중합체를 만드는 중요한 방법 중 하나는 말단에 중합할 수 있는 C=C 결합이 있는(몰질량이 작은) 고분자인 거대단량체(macromonomer)를 사용하는 것이다. 예를 들어 아크릴레이트 또는 메타크릴레이트 거대단량체를 만들기 위해 말단 하이드록실기를 가진 고분자를 아크릴로일 또는 메타크릴로일 염소화합물과 반응시킬 수 있다.
그래프트 공중합체는 이 이중결합을 가지는 거대단량체를 주형의 반복단위를 제공하는 단량체와 사슬 공중합하여 만들 수 있다. 이런 방법은 거대단량체 자체가 드래프팅되어있기 때문에 주형 사슬을 만드는 다른 단량체와의 공중합 과정에서, 거대단량체를 넣어주는만큼 드래프팅 자리를 만드는 효과를 가진다. 따라서 그래프트 공중합체 합성에서 잘 정의된 몰질량과 몰질량 분포를 가지는 그래프트 사슬의 성장을 가능하게 한다. 비록 거대단량체 고분자 사슬의 입체 효과가 종종 반응성을 감소시키긴 하지만 대개 같은 종류의 C=C 결합을 가지는 전형적인 단량체들과 비슷하게 된다.
거대단량체 공중합에서 두 단량체 간 반응성 비는 그래프트 공중합체의 연결 분포를 결정하여 물성에 큰 영향을 미치기 때문에 연결 분포는 조절되는 것이 바람직하다. 거대단량체의 가역-비활성화 라디칼 공중합에서 반응성 비의 차가 주형 사슬을 따라 고르게 분포되지 않고 반응성 비의 차가 커지면 주형의 한쪽 끝을 향해 점점 모이는 연결 분포의 기울기를 유도한다.

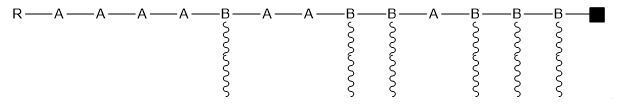
gradient copolymer with macromonomer

예를 들어, 기울기 공중합체(gradient copolymers)에서 단량체 B가 거대단량체일 때 오른쪽 그림과 같은 구조를 가진다.

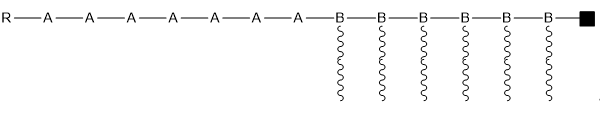
heterogeneous distribution of graft copolymer

거대단량체가 단일중합체가 될 수 있는 경우(대개 거대단량체 안의 사슬이 짧은 경우)에서 단량체 A와 단량체 B의 반응성 비의 차가 클 때, 이것을 극단적으로 나타내면 단량체 A의 단일중합체 블록과 거대단량체 B의 단일중합체 블록을 가지는 블록 공중합체가 연속 가역-비활성화 라디칼 중합에 의해 만들어질 수 있다.
단량체와 거대단량체의 비에 따라 조성, 주형사슬 길이, 가지 길이 등이 조절되고 두 단량체의 반응성 비에 따라 동종으로 붙거나 이종으로 붙어 가지가 분배된다.
⠀
⠀

##### ③ 고분자 주형에 고분자 사슬을 커플링한 그래프트 공중합체의 합성(grafting to)

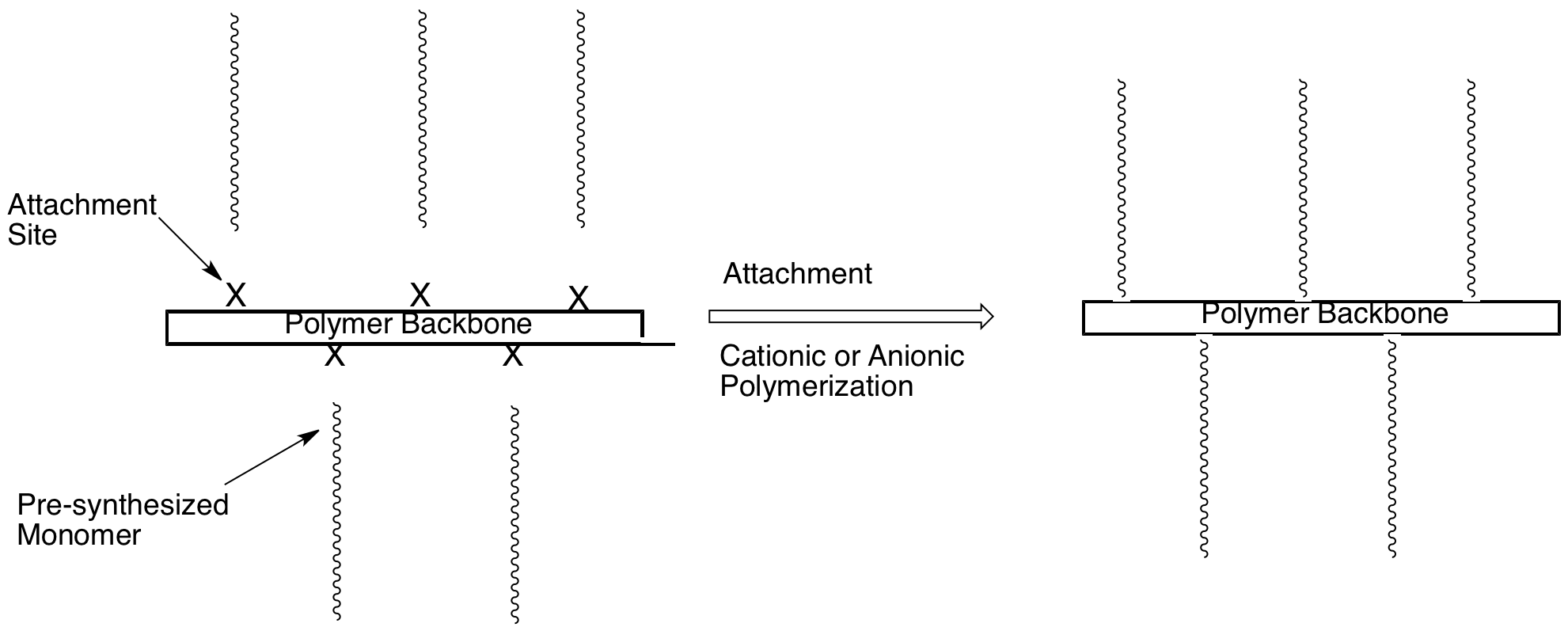
grafting to 합성 방법

그래프트 공중합체는 커플링을 이용하여 고분자 주형 사슬의 반응성 가지에 고분자 사슬을 연결하는 방법으로도 만들 수 있다. 펜던트 알카인 또는 아자이드기를 가지는 아크릴레이트와 메타크릴레이트 단량체들을 이용하면 그래프트 사슬이 결합된 공중합체를 만들 수 있다. 말단 알카인 또는 아자이드기를 가지는 고분자 사슬의 합성은 클릭 화학(click chemistry)으로 설명될 수 있다. 클릭 화학에서 삼중결합과 아자이드가 만나 고리 구조를 이룬다. 이러한 클릭 화학은 아주 반응성이 좋고 선택적이며 부반응 없는 깨끗한 반응이기 때문에 아래의 클릭 커플링 반응도 반응성이 좋다.

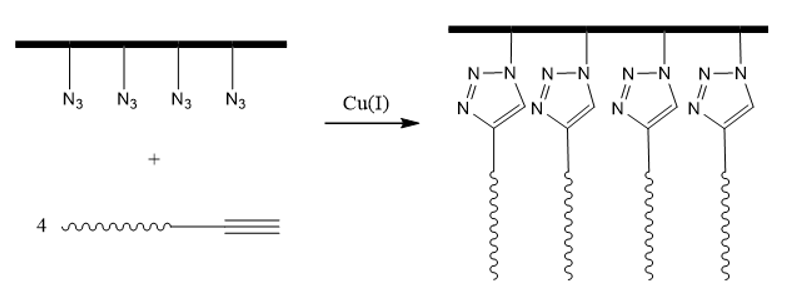
click coupling reaction

곁 사슬들은 공중합체 주형에 클릭 커플링을 하기 위해 충분한 반응성을 부여한다. 따라서 이 방법은 고분자 주형에 블록 공중합체 그래프트들을 붙이는 기회를 제공한다. 이 방법은 도식적으로 오른쪽 그림과 같다.
⠀
⠀
⠀
⠀
⠀

#### -응용
최근 그래프트 공중합체는 약물 전달 시스템, 계면활성제, 물 필터 등 다양한 분야에 널리 응용되고 있다. 이는 다른 공중합체들과 달리 독특한 구조를 가지기 때문이다.

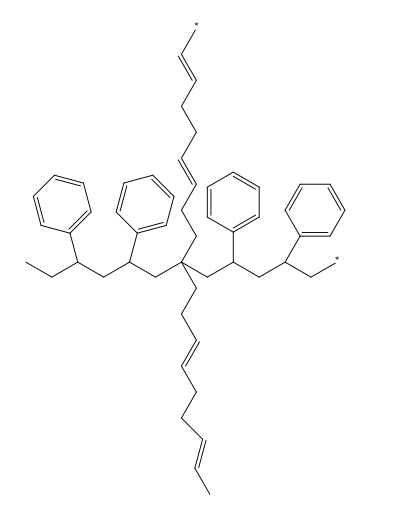
HIPS의 구조로, 폴리스타이렌 주형 사슬에 각 방향으로 폴리부타다이엔 곁 사슬이 붙어있다.

그 중 하나의 예는 HIPS(high impact polystyrene)로 폴리스타이렌 주형 사슬에 폴리부타다이엔 곁 사슬이 그래프팅된 형태이다. 이는 1961년 Charles F. Fryling에 의해 발견되었다. HIPS는 값싼 플라스틱 재질로 훌륭한 내충격성, 가공성, 안정성과 저렴한 가격 등의 장점이 있다. HIPS는 제작에 용이하고 내충격성, 가공성이 필요할 때 자주 사용된다.
HIPS는 폴리부타다이엔을 스타이렌에 녹여 공중합시켜 만든다. 이 반응은 동시에 두 공중합을 진행시키는데, 하나는 스타이렌이 폴리스타이렌이 되는 공중합이고, 다른 하나는 스타이렌-고무 그래프트 공중합이다.
폴리부타다이엔은 반복단위 당 하나의 C=C 이중결합을 갖는 합성고무이기 때문에 폴리스타이렌 사슬은 폴리부타다이엔에 그래프팅될 수 있다. 자라던 폴리스타이렌 사슬은 폴리부타다이엔의 이중결합에 첨가되어 폴리스타이렌 가지를 형성한다. HIPS는 그래프팅되지 않은 폴리스타이렌 사슬과 폴리부타다이엔이 혼합하여 형성된다. 이 예시에서 폴리부타다이엔 사슬은 물질이 부딪힐 때 에너지를 흡수하기 때문에 일반적인 폴리스타이렌보다 훨씬 덜 깨진다는 장점이 있다.
⠀
⠀⠀

### 성망형 중합체(Star shaped polymer)

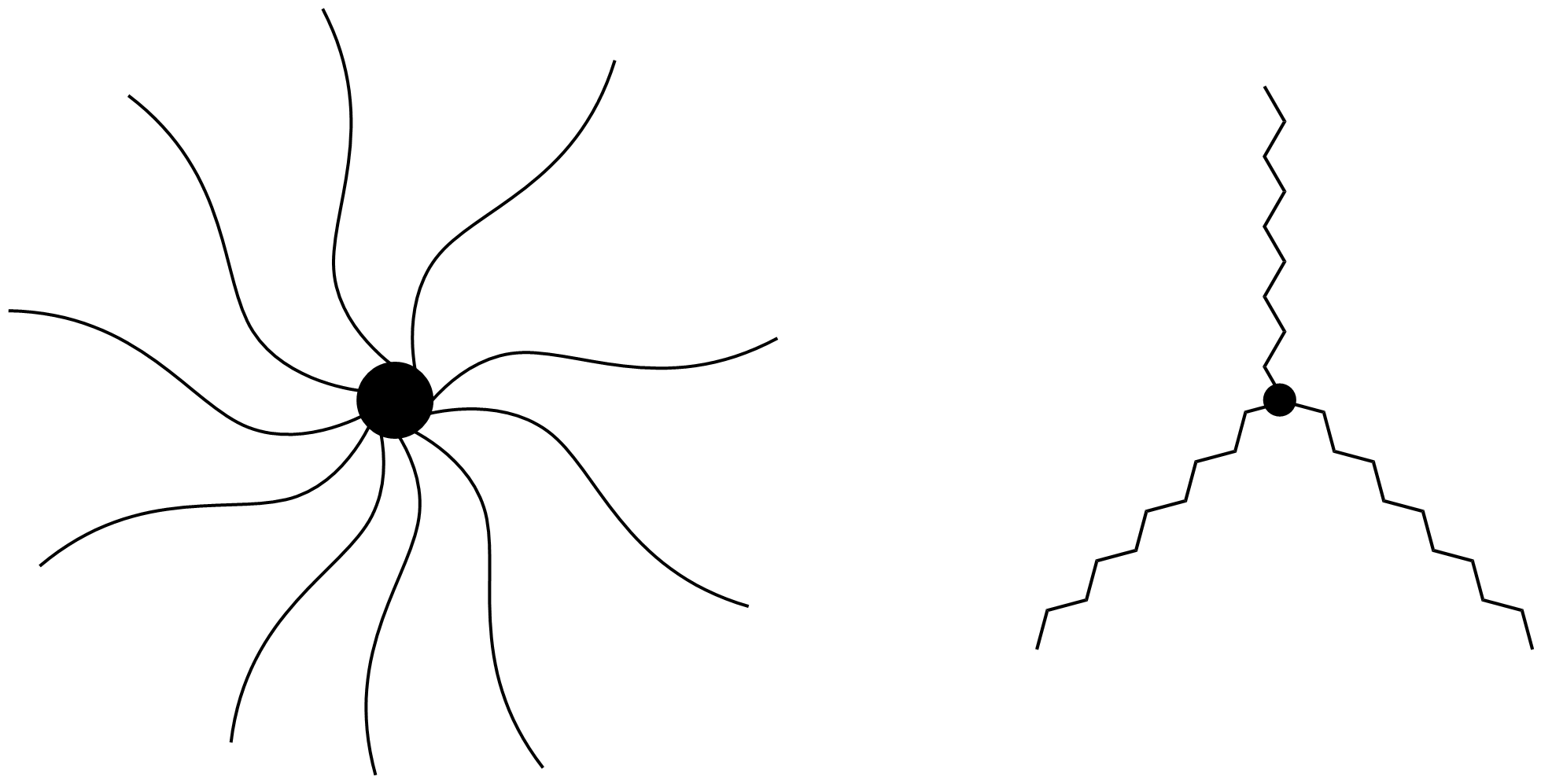
Star-shaped polymers

성망형 중합체(star shaped polymer)는 중앙 코어에 연결된 여러 개의 선형 사슬로 구성된 가지형 중합체의 가장 간단한 종류이다. 중합체의 중심은 원자, 분자, 또는 거대 분자일 수 있고 체인(팔)은 가변 길이의 유기 사슬로 구성된다. 팔의 길이와 구조가 모두 동등한 중합체를 동종, 가변 길이와 구조를 가진 중합체를 이종으로 간주한다.
⠀
구조
성망형 중합체는 적어도 세 개의 중합체 사슬(팔)이 뻗어 나오는 다중 작용성 중심분자로 구성된다. 이 팔은 화학적으로 동일(homo)하거나 다를(hetero) 수 있다. 추가적으로, 개별 사슬은 다수의 중합체로 구성될 수 있고, 그 결과 star-블록 또는 star-공중합체가 생성된다. 이러한 중합체의 특성은 화학 구조뿐만 아니라 팔의 길이와 수에 따라 결정된다.
⠀
합성
성망형 중합체는 다양한 방법을 통해 합성될 수 있다. 가장 일반적인 합성에는 리빙 사슬이 개시제로 사용되는 팔 우선 접근법과 코어가 개시제로 사용되는 코어 우선 접근법이 있다. 다른 합성 경로에는 제어 졸 겔 공정, -기 전달 중합, 전이 금속 촉매, 리빙 음이온 중합, 리빙 양이온 중합, 개환 중합, 개환 메타테스 중합(ROMP) 및 제어 라디칼 중합이 포함된다.
⠀
팔 우선
팔-제1 방법에서, 알려진 특성을 갖는 다기능성 리빙 중합체가 반응의 전구체로 사용된다. 그들의 사슬 끝에 있는 활성 부위는 적절하게 반응성 다기능성 중합체 코어와 직접 반응하여 성망형 중합체를 생성할 수 있다. 이 접근법에서 생성된 중합체는 동종 사슬 그룹으로 구성된다. 팔 우선 합성 경로는 성망형 중합체의 가장 효율적인 합성법이다.이것은 각 단계가 직접 제어되고 평가될 수 있기 때문이다. 팔과 코어는 화학양론적 반응 이전에 분리되고 특성화될 수 있으며, 최종 성망형 중합체의 기능성은 정확하고 직접적으로 측정될 수 있다.

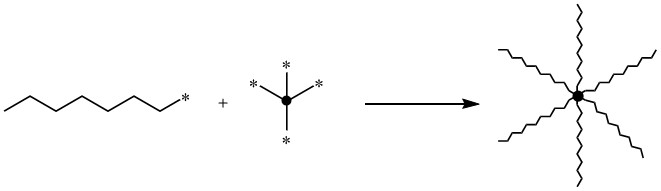
Generalized Arm-first synthesis approach.

팔-우선 합성에 대한 일반적인 접근법은 음이온 중합을 이용하는 것이다. 이것은 음이온성인 팔을 사용하고 팔이 반응할 수 있는 비활성화 그룹을 포함하는 코어와 반응시키는 것이다.코어의 비활성화 그룹은 종종 클로로실란, 염소 이탈기 또는 비활성화 알켄이다. 클로로실란 유도체는 특히 반응성 코어로서 작용하며, 탄소 음이온 리빙 중합체와 정량적으로(또는 정량적으로 매우 가까운) 반응할 수 있고, 이 반응은 탄소 음이온이 Si-Cl기와 친전자성 치환을 수행하는 것을 포함한다. 이와 같은 경우에, 코어는 잘 특성화된 성망형 중합체로 이어진다. 코어 및 팔 둘 다 반응성이 있기 때문에, 본질적으로 모든 Si-Cl은 친전자성 치환을 겪고, 따라서 생성된 성망형 중합체는 다소 좁은 다분산 지수(PDI)를 갖는다.
⠀
코어 우선

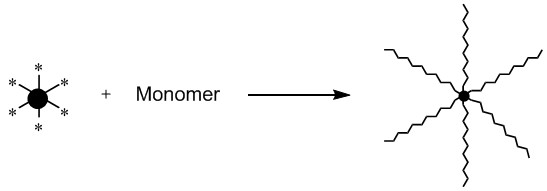
Generalized core-first synthesis approach.

코어 우선 접근법에서 다작용성 코어는 여러 팔에 대해 동시에 개시제 역할을 한다. 이 접근법은 적절하고 안정적인 코어를 찾는 것이 어렵고 합성된 성망형 고분자를 특성화하는 것이 어렵다는 점에서 팔 우선 접근법보다 더 복잡하다는 것을 증명한다.

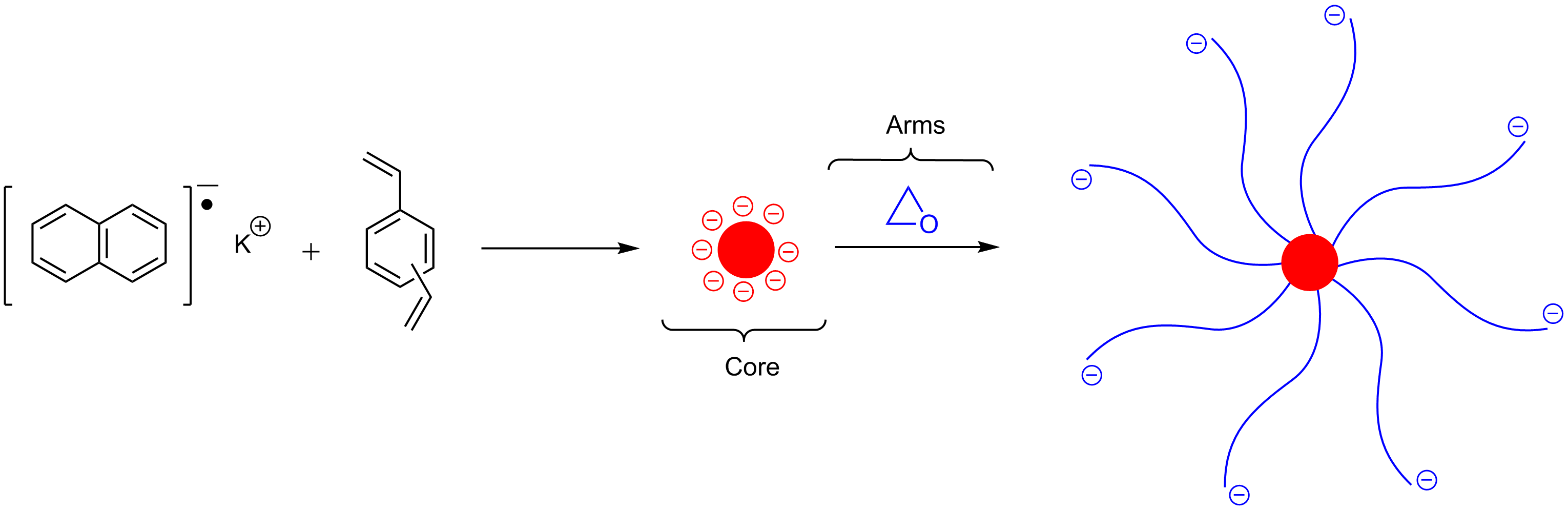
Core-first approach to the synthesis of peo star-shaped polymers.

코어 우선 접근법은 다기능성 코어를 만들기 위해 포타슘 나프탈레나이드를 사용하여 다이바이닐벤젠(DVB)를 기능화함으로써 1988년에 처음 시도되었다.코어는 에틸렌 옥사이드와 반응하여 보다 별 형태의 중합체를 만들 수 있다. 대부분의 코어 우선 접근법은 전형적으로 높은 점도와 겔화에 의한 문제가 존재하였다. 성망형 중합체는 크기 배제 크로마토그래피 및 광산란 기술로 특징지어진다.

## 같이 보기
- 중합체
- 열가소성 탄성중합체
- 톨린